# Pit (kaars)

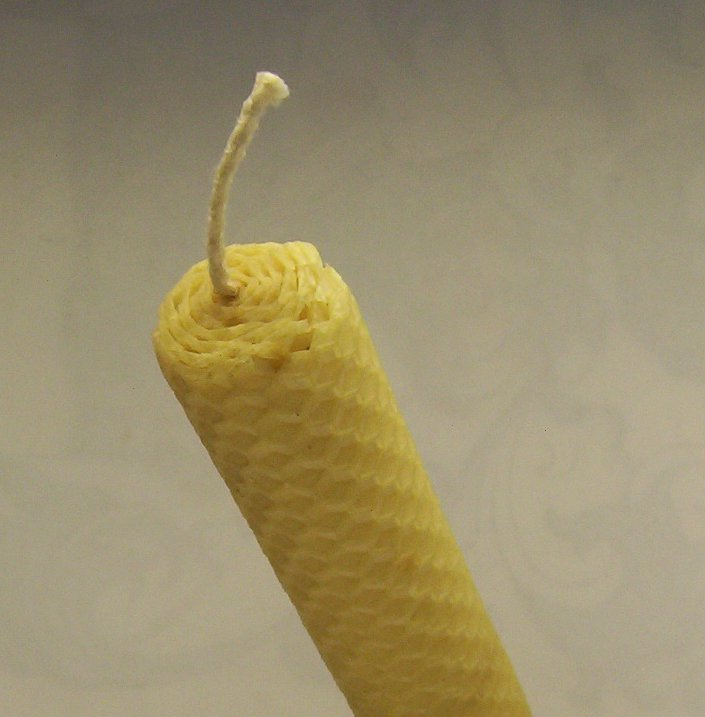
Een bijenwaskaars met pit

De pit is een katoenen touwtje dat een vloeibare brandstof opzuigt om te laten branden.
Ten onrechte wordt de pit ook wel lont genoemd. Een lont is echter iets anders. In het Vlaams spreekt men over de wiek van een kaars.
Een stof als lampolie of kaarsvet is zelf moeilijk aan het branden te krijgen.
De olie of het vet kan echter verwarmd worden door de vlam erboven en dan door capillaire werking in een pit worden opgezogen.  en brandt dan gemakkelijker.

## Kaars
Bij een kaars bevindt de pit zich in de lengterichting van de kaars.
Steekt men een kaars aan, dan zal eerst het kaarsvet door de warmte van de lucifer smelten.
Het vloeibare kaarsvet wordt dan door de pit opgezogen, waarna de kaars gaat branden.
Een nieuwe kaars is wat moeilijker aan te steken doordat er nog geen kaarsvet in de pit zit.

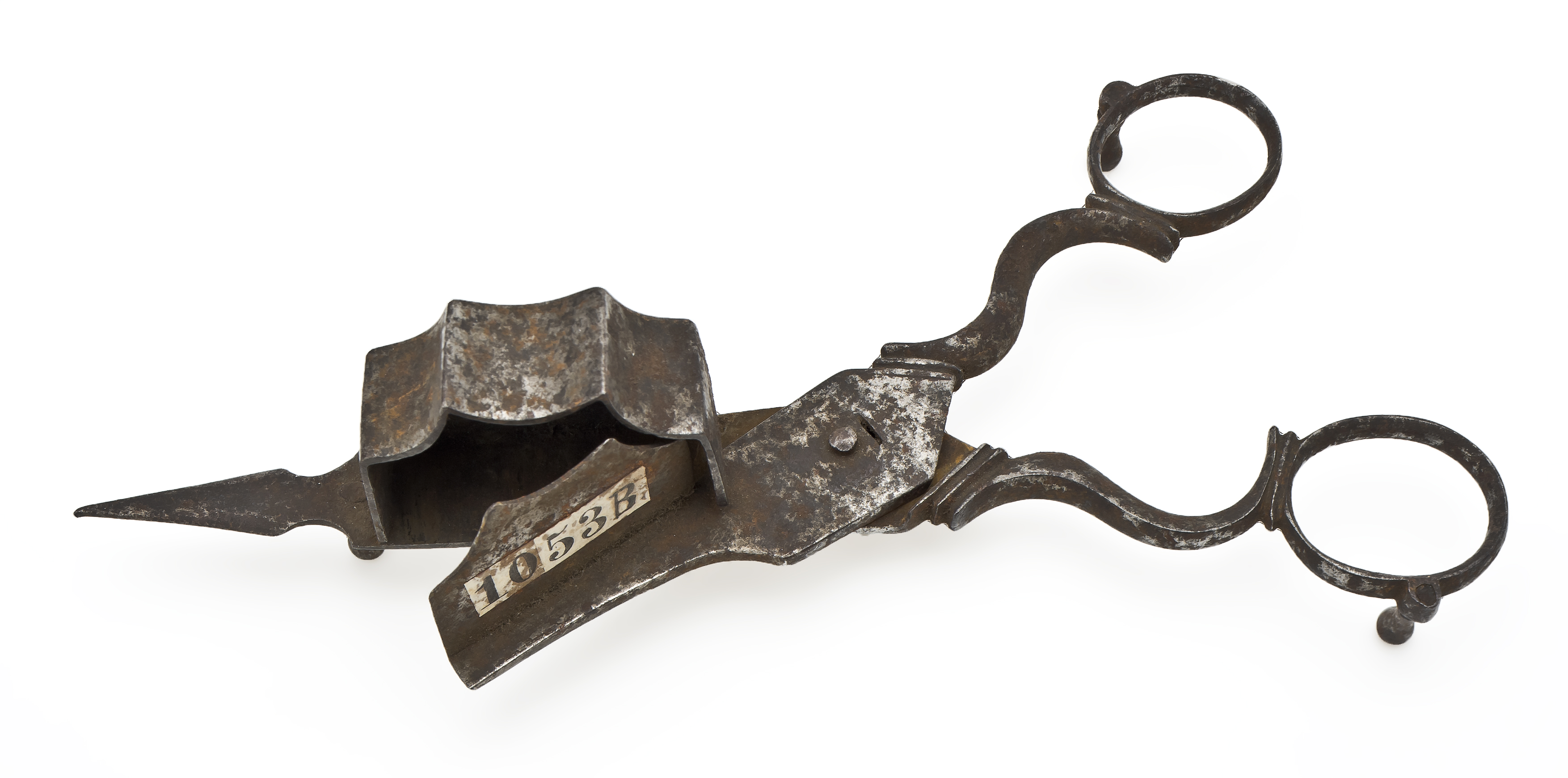
Snuitschaartje

Naarmate de kaars korter wordt, steekt de pit steeds verder uit.
Door de lange pit gaat de kaars walmen.
Voorheen was het daarom nodig de kaars geregeld te snuiten, de pit af te knippen.
Dit geschiedde met een schaartje waaraan een bakje was bevestigd.
Het afgeknipte deel van de pit viel in het bakje.
Bij moderne kaarsen is de pit zodanig gemaakt dat hij in de hitte kromtrekt. De punt van de pit komt daardoor in de rand van de kaarsvlam in de zuurstofrijke omgeving en verbrandt vanzelf.

## Olielamp
Bij een olielamp vindt men vaak een constructie waarmee de pit korter en langer kan worden gemaakt.
Hierdoor kan de grootte van de vlam geregeld worden.